# Cathorops arenatus
Cathorops arenatus es una especie de pez de la familia Ariidae en el orden de los Siluriformes.

## Morfología
Pueden alcanzar hasta 25 cm de longitud total. Las hembras son más grandes que los machos.

## Hábitat
Vive cerca de las costas, en los estuarios, a menos de 10 m de profundidad.

## Distribución geográfica
Se encuentran en Sudamérica: desde las Guayanas hasta el noreste de Brasil.